# Scrophularia delavayi
Scrophularia delavayi är en flenörtsväxtart som beskrevs av Adrien René Franchet. Scrophularia delavayi ingår i släktet flenörter, och familjen flenörtsväxter. Inga underarter finns listade i Catalogue of Life.